# Adolf Meinberg
Adolf Meinberg (* 3. Oktober 1893 in Wickede bei Dortmund; † 11. April 1955 in Kohlstädt) war ein deutscher Arbeiterführer und Publizist. Als einer der bekanntesten Kommunisten des Ruhrgebiets übernahm er während des Ruhraufstandes im März 1920 die Befehlsgewalt über die Stadt Dortmund. 1922 wurde er aus der KPD ausgeschlossen. Er wurde freier Autor und setzte sich 1927 kritisch mit Carl Severings Darstellung der Ereignisse während des Ruhraufstandes auseinander. Die Zeit des Nationalsozialismus überstand er als Holzarbeiter, Handelsvertreter und Buchhalter.

## Leben

### Bis zur Revolution 1918
Meinberg wurde als Sohn eines Bergmannes in dem Dortmunder Arbeitervorort Wickede-Asseln geboren. Sein Vater, der im Gewerkverein christlicher Bergarbeiter organisiert war, ermöglichte ihm den Besuch eines evangelischen Lehrerseminars. Meinberg brach die Ausbildung jedoch ab und absolvierte eine kaufmännische Lehre. Ihm wurde nachgesagt, er habe vor dem Krieg seinen Lebensunterhalt als Handlungsreisender in Heiligenbildern verdient.
Meinberg wurde Mitglied der SPD, war aber kritisch gegenüber ihrer Burgfriedenspolitik eingestellt. Er wurde mit Beginn des Ersten Weltkrieges zum Militärdienst eingezogen, im Herbst 1916 als kriegsuntauglich von der Ostfront entlassen und anschließend von den Militärbehörden überwacht. Arbeit fand er auf der Zeche. 1917 schloss die SPD Meinberg als Oppositionellen aus. Gemeinsam mit dem Dorstfelder Knappschaftsältesten Hermann Linke baute er anschließend die USPD in und um Dorstfeld auf. Am 9. September 1917 gründeten die beiden die Dortmunder Ortsgruppe der USPD. Meinberg orientierte sich jedoch zunehmend zum Spartakusbund.

### Novemberrevolution
Während der Novemberrevolution wurde Meinberg Vorsitzender des Mindener Arbeiter- und Soldatenrates, kehrte aber bald nach Dortmund zurück. Er repräsentierte den linken Flügel der Dortmunder USPD und trat im Februar 1919 zur KPD über. Bei der Gründung der Dortmunder KPD spielte er eine dominierende Rolle. Mit dem Scheitern des im Februar 1919 ausgerufenen Generalstreiks im Ruhrgebiet tauchte Meinberg unter, weil konterrevolutionäre Freikorpstruppen damit begonnen hatten, radikale Hochburgen im westlichen Ruhrgebiet zu besetzen. Beim Streik der Bergarbeiter in Dortmund und Witten Ende März und beim daraus entstehenden Generalstreik der Bergarbeiter des Ruhrgebiets Anfang April 1919 trat Meinberg dann wieder als Redner bei Massenkundgebungen der Streikenden auf. Am 21. April wurde er verhaftet und in Schutzhaft genommen. Er konnte am 1. Juni aus dem Internierungslager fliehen, wurde aber am 18. September 1919 in Kiel bei einer USPD-Versammlung erneut verhaftet.

### Rolle im Ruhraufstand 1920

#### Vorsitzender des Dortmunder Vollzugsausschusses
Meinberg wurde im Dortmunder Gerichtsgefängnis in Schutzhaft gehalten. Als am 13. März 1920 auf dem Dortmunder Hansaplatz eine Kundgebung gegen den Kapp-Putsch abgehalten wurde, zu der USPD und SPD gemeinsam aufgerufen hatten, formierte sich ein Demonstrationszug zum Gerichtsgefängnis, der Meinbergs Freilassung forderte. Meinberg wurde tatsächlich freigelassen und auf Schultern zum Hansaplatz getragen, wo er eine Rede gegen den Putsch hielt und zum raschen Handeln aufforderte. Ebenso wie die USPD forderte Meinberg die Bildung eines Aktionsausschusses und die Aufnahme revolutionärer Arbeiter in die Sicherheitswehr, was die SPD indes ablehnte.
Die Historiker Hellmut G. Haasis und Erhard Lucas weisen darauf hin, dass Meinberg seinerzeit der populärste KPD-Führer im Ruhrgebiet gewesen sei. Er sei sowohl ein „hinreißender Redner in Massenversammlungen“ als auch „ein unermüdlicher Agitator im kleinen“ gewesen, der zahllose Menschen kannte, Arbeiter auf Straßen und Lokalen ansprach und sich in den Dortmunder Arbeitervororten „wie der Fisch im Wasser“ bewegt habe. Von SPD- und Gewerkschaftsfunktionären sei er als politischer Gegner sehr gefürchtet und, so Erhard Lucas, „z. T. regelrecht dämonisiert“ worden. Die Dortmunder Ortsgruppe der KPD zählte indessen kaum mehr als 40 Mitglieder, war in sich zerstritten und, in Meinbergs eigenen Worten, ein „syndikalistischer, anti-autoritativer, föderalistischer Homunculus“.
Am 15. März setzte in Dortmund der Generalstreik ein. Ein Transportzug mit Einheiten des Freikorps Lichtschlag, die vom Generalkommando des VII. Armee-Korps in Münster entsendet worden waren und den Dortmunder Hauptbahnhof mit Schwarz-Weiß-Roter Fahne und monarchistischen Liedern passiert hatten, erregte großes Aufsehen. In Wetter kam es noch am selben Tag zu Kämpfen zwischen bewaffneten Arbeiterformationen und den Freikorps-Einheiten, die sich offensichtlich hinter die Regierung Kapp-Lüttwitz gestellt hatten. Währenddessen forderte Meinberg vor einer Menschenmenge auf dem Hansaplatz unter Hinweis auf die Gefahr weiterer Truppentransporte die Bewaffnung des Proletariats. Vor dem Dortmunder Stadthaus kam es im Anschluss zu bewaffneten Zusammenstößen zwischen Demonstranten auf der einen und Polizei und Sicherheitswehr auf der anderen Seite, bei denen ein Polizist und sechs Demonstranten getötet wurden. Als in dieser Situation am 16. März die Ankunft der Hauptmacht des Freikorps Lichtschlag auf dem Dortmunder Südbahnhof gemeldet wurde, rückten bewaffnete Arbeitertruppen aus den umliegenden Orten nach Dortmund, und weitere Arbeiter bewaffneten sich.

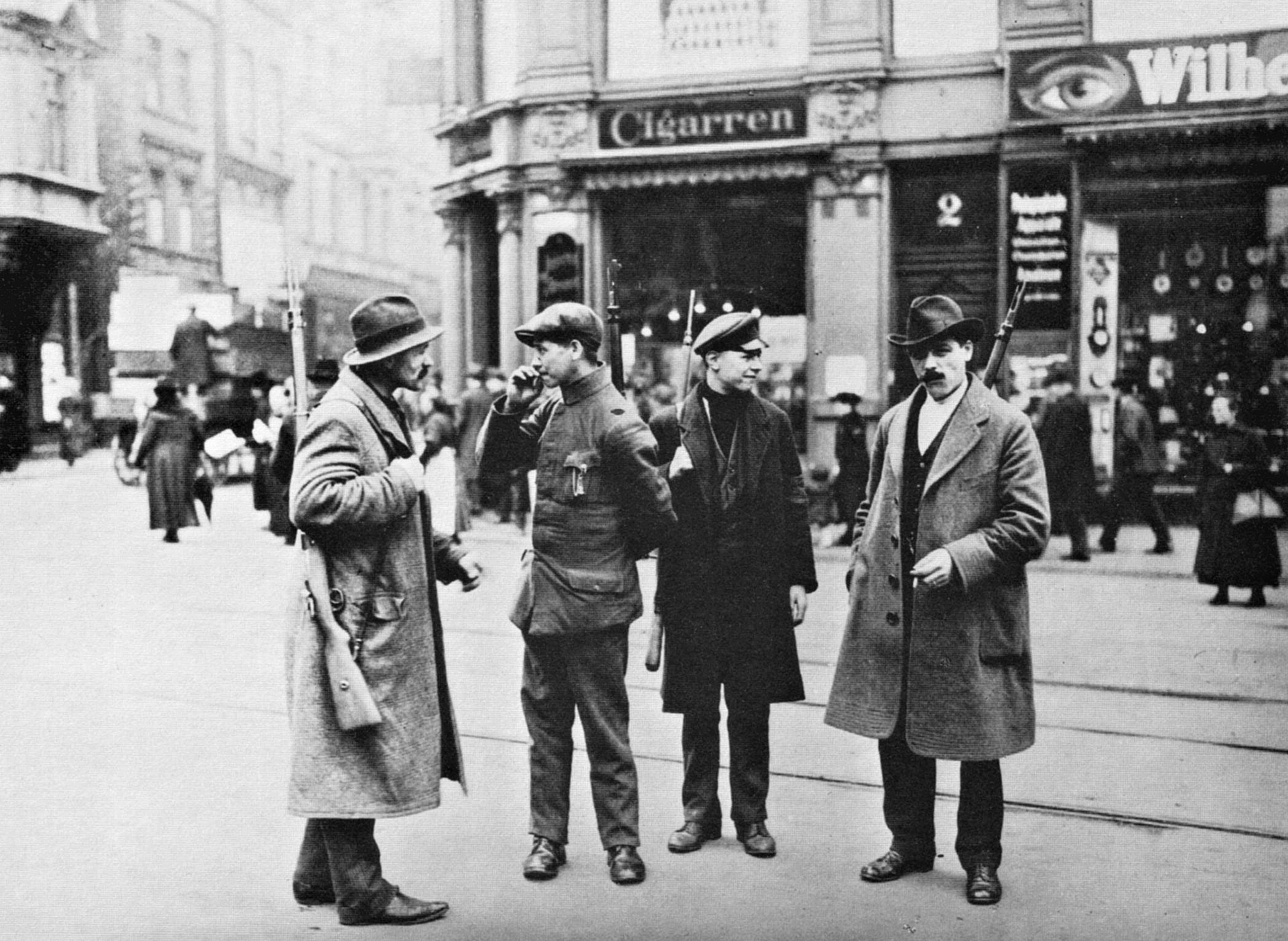
Angehörige der „Roten Ruhrarmee“ in Dortmund

Am Morgen des 17. März griffen die Arbeiter das Freikorps an, das geschlagen wurde und dessen Angehörige man gefangen nahm. Die Stadt Dortmund wurde eingenommen und Meinberg Vorsitzender des örtlichen Vollzugsausschusses. Damit fungierte er als Oberbefehlshaber bzw. Oberbürgermeister von Dortmund. Meinberg forderte, künftig den 17. März als „Tag der wirklichen Revolution“ zu feiern. Er veranlasste die Wahl von Arbeiterräten in den Betrieben. Die gewählten Arbeiterräte wählten am 29. März einen neuen Vollzugsrat und versuchten vergeblich, SPD, DDP und Zentrum zur Mitarbeit zu bewegen.
Am 18. März erklärte Meinberg, nicht an die Proklamierung einer Räterepublik Dortmund zu denken und stellte am 25. März klar, dass er zwar für die Räteorganisation eintrete, aber seiner Auffassung nach nur eine einheitliche deutsche Räterepublik dauernden Bestand haben könne. In seiner Rede anlässlich des Begräbnisses der beim Kampf um die Stadt gefallenen Arbeiter am 21. März bot er Verhandlungen an. Die Proklamation des Generalstreiks in Dortmund am 25. März erfolgte während seiner Abwesenheit und gegen seinen Willen.

#### Verhandlungsversuche und Niederschlagung des Aufstandes
Während die Reichswehr bereits auf das Ruhrgebiet vorrückte, entschloss sich Meinberg am 31. März kurzfristig, an einer Konferenz mit dem preußischen Reichs- und Staatskommissar für das Ruhrgebiet und neu ernannten preußischen Innenminister Carl Severing teilzunehmen, die kurzfristig nach Münster verlegt worden war. In Hamm wurde er von Regierungstruppen verhaftet und nach Bad Hamm verbracht, wo die Bayerische Schützenbrigade unter Franz von Epp Quartier genommen hatte. Durch seine Popularität war Meinberg zum Feindbild der Reichswehrtruppen geworden, die bewusst Lebensmittellieferungen nach Dortmund zurückhielten. Epp verweigerte gegenüber seinem Vorgesetzten, General Otto Haas, ausdrücklich Severings Befehl, Meinberg freizulassen. Meinberg wurde stattdessen mehrmals geprügelt, ihm wurde mitgeteilt, er sei zum Tode verurteilt, und er wurde mehrfach aufgefordert, sich zur Erschießung bereit zu machen. Erst nach Intervention General Oskar von Watters, Kommandeur des Wehrkreises VI in Münster, wurde Meinberg nach Münster in die dortige Strafanstalt überstellt. In Verkleidung wurde Meinberg aus der Strafanstalt in Severings Amtsstelle gebracht. Noch während die beiden miteinander sprachen, forderten ca. 100 vor der Amtsstelle demonstrierende Offiziere und Soldaten Meinbergs Kopf. In der späten Nacht wurde Meinberg durch Severings Adjutanten aus Münster herausgebracht und kehrte am Nachmittag des 2. Aprils nach Dortmund zurück.
In Dortmund erklärte Meinberg die Lage für aussichtslos und forderte die Rotgardisten zur Waffenabgabe auf. Um die Entwaffnung organisieren zu können, versuchte er, per Funkspruch beim Münsteraner Wehrkreiskommando einen Aufschub des Truppenvormarsches um 24 Stunden zu erreichen. Später musste er sich gegen Behauptungen aus SPD-Kreisen verwahren, er und andere linksradikale Führer hätten die Reichswehr direkt herbei gerufen, weil sie vor ihren eigenen Leuten nicht mehr sicher gewesen seien.
Meinberg floh, bevor die Reichswehr in Dortmund einmarschierte. Das Kriegsgericht Dortmund erließ Haftbefehl gegen ihn wegen Hochverrat, Aufruhr und Plünderung. Am 9. Mai 1920 wurde er auf einer geheimen Landeskonferenz der KPD in Nürnberg verhaftet und im Zentralgefängnis Werl inhaftiert. Im Zuge der sogenannten „Kapp-Amnestie“ wurde er am 4. August 1920 freigelassen und engagierte sich wieder in der politischen Arbeit.

### Ausschluss aus der KPD
Während der Märzaktion 1921 lehnte Meinberg die Offensivparolen der KPD ab, forderte aber in einer öffentlichen Rede zum Generalstreik auf. Deswegen wurde er wegen Hoch- und Landesverrats angeklagt und zu drei Jahren Zuchthaus verurteilt. Die Revision führte zu einem Freispruch, aber Severing ließ Meinberg in Schutzhaft nehmen. Nach anderen Angaben wurde die Strafe in Ende 1921 in Festungshaft umgewandelt. Nach der Ermordung Walther Rathenaus wurde Meinberg im Juli 1922 amnestiert bzw. freigelassen.
Anders als 1920 konnte Meinberg diesmal nicht mehr den Vorsitz der Dortmunder Ortsgruppe der KPD übernehmen. Er wurde Redakteur der Westfälischen Arbeiter-Zeitung, die zur KPD-Zeitung Ruhr-Echo gehörte. Als Anhänger der KPD-Zentrale unter Ernst Meyer, welche die Politik der „Einheitsfront“ verfolgte, geriet er mit Dortmunder Anhängern der Fischer-Maslow-Fraktion aneinander. Unter dem Vorwand, er habe Parteigelder unterschlagen, wurde Meinberg am 17. Dezember 1922 aus der KPD ausgeschlossen. Dass er das Bielefelder Abkommen als ein „Produkt der Notlage“ während des Ruhraufstandes erklärt hatte, dürfte als Verstoß gegen die Parteilinie auch zu seinem Ausschluss beigetragen haben. Zwar hielt er zu ehemaligen Genossen Kontakt und arbeitete mit der Restgruppe der USPD und später der KPD-Opposition Heinrich Brandlers und August Thalheimers sowie sozialistischen und kommunistischen Jugendorganisationen zusammen, ohne jedoch einer Organisation beizutreten. Seinen Lebensunterhalt für sich und seine Familie verdiente er in dieser Zeit als Angestellter des Milchhofs und mit einem Agentur- und Kommissionsgeschäft. Ab 1927 bezeichnete er sich als Schriftsteller und arbeitete freiberuflich für den linksbürgerlichen General-Anzeiger für Dortmund. Für das Essen-Dortmunder KPD-Blatt verfasste er 1927 eine Artikelserie, in der er sich kritisch mit Severings Erinnerungen 1919/20 im Wetter- und Watterwinkel auseinandersetzte.

### Nationalsozialismus und Nachkriegszeit
Nach der nationalsozialistischen „Machtergreifung“ wurde der General-Anzeiger gleichgeschaltet. Meinberg wurde von April bis Ende 1933 in Dortmund und Bochum inhaftiert. Bis August 1935 schlug er sich als Holzarbeiter bei der Stadt und danach bis 1942 mit dem Vertrieb von Handwerksliteratur durch. Dazwischen gab es Perioden der Arbeitslosigkeit. Offenbar schloss er sich nicht politischen Widerstandskreisen an. 1940 wurde er kurzzeitig verhaftet. 1943 wurde er Lohnbuchhalter in einem Betrieb, der unter Kontrolle der Gestapo stand. Wegen extremer Kurzsichtigkeit entging er dem Kriegsdienst, wurde jedoch bei der Trümmerbeseitigung eingesetzt. Im Mai 1944 wurde er wegen Wehrkraftzersetzung verhaftet. Als bald darauf seine Wohnung ausgebombt wurde, nutzte er eine kurzzeitige Freilassung und setzte sich mit Frau und Tochter nach Kohlstädt bei Paderborn ab.
Nach Kriegsende arbeitete Meinberg unter anderem im Reichsverband der Bombengeschädigten mit. Er gehörte zu den Gründern der Europa-Union, die er aber schnell wieder verließ. Zuletzt schrieb er Artikel und Aufsätze.

## Veröffentlichungen
- Am Galgen. Ein Bergarbeiterschauspiel aus dem politischen Leben unserer Zeit. Oesterhold, Berlin 1931.
- Aufstand an der Ruhr. Reden und Aufsätze. hg. von Hellmut G. Haasis u. Erhard Lucas. Verlag Roter Stern, Frankfurt am Main o. J. [1973].